# Elbrinxen
Elbrinxen gehört zu den zehn Ortsteilen der Stadt Lügde im Kreis Lippe in Nordrhein-Westfalen. Der Ort liegt auf einer Höhe von 150 m ü. NN und rund sechs Kilometer südlich der Kernstadt Lügde. Die Fläche beträgt 11,56 km². Der Ortsteil hatte am 31. Dezember 2021 1.112 Einwohner. Der derzeitige Ortsbürgermeister ist Wolfgang Siefert.

## Geschichte

### Ursprung der Ansiedlung
Elbrinxen gehört zu den sächsischen -hausen-Orten, die ab dem 8. Jahrhundert gegründet wurden. Der Ortsname besteht aus einem Bestimmungs- und dem Grundwort. Bestimmungswort ist der Personenname Elmar, Helmar oder Elmering. Er ist dem Grundwort -hausen vorangestellt. Helmeringhausen (13. Jahrhundert) oder Elmeringhusen (1361) lag im unmittelbaren Bereich der heutigen evangelisch-reformierten Kirche, deren Westturm aus dem 12. Jahrhundert stammt. Die Nachweise zur Siedlungsgeschichte ergeben sich aus archäologischen Funden und Ausgrabungen.

#### Ortsname
Elbrinxen wurde 1219 als Elmerinchusen erstmals urkundlich erwähnt.
Folgende Schreibweisen sind im Laufe der Jahrhunderte ebenfalls belegt: Helmerinchusen (1227), Elmerinchosen (1242), Elmerighusen (um 1257), Amerinchosen (1259), Elmerecosen (1265), Elmerechusen (1274), Elmerinchůsen (1304), Elmbrinchosen (1311), Olmerchůsen (1321), Elmeringehusen (zweite Hälfte 14. Jh., im Eversteiner Lehnregister), Elmarinchusen (1392), Elmerichusen (1436), Elmerinckhußen (1439), Emerßhausen und Elmershausen (1447), Elemerinckhusen (1454), Elmerinckhuyßen (1463), Ellenbrinksen (1530), Elbrinckexenn (1535, im Landschatzregister), Elnbrinksen (1539), Elbrinxenn (1545, im Landschatzregister), Elmbruckhusen (1553), Elmerinckhausen (1560), Ellebrinxen (1590, im Landschatzregister), Elbrinxenn (1618), Elbrinxen (1720), Elbrincksen (1726, im Lügder Bürgerbuch) sowie Elbrinksen (1764, im Lügder Bürgerbuch).

### Mittelalter
Nach seinem Herkunftsort „Helmerinchusen“ benannte sich das Ministerialengeschlecht von (H)Elmerinchusen (1232). Während des Spätmittelalters starb die Familie derer „von Elmeringhusen“ aus. Sie hatte sich zuvor schon nach Paderborn hin orientiert, wo es Sitz und Stimme im Domkapitel hatte. In der Soester Fehde 25. Juli 1447 wurde Elmerinchusen von böhmischen Truppen auf ihrem Weg von Falkenhagen nach Schieder zerstört und fiel daraufhin wüst.

### Neuzeit
Der Wiederaufbau begann 1515 unter dem alten ON Elmerinckhusen. Die heutige Schreibweise entwickelte sich erst im 17. Jahrhundert. Der landwirtschaftlich geprägte Pfarrort entwickelte sich seit seiner Neugründung zum größten Dorf im lippischen Südosten. Verschiedene Handwerke und kleinere Dienstleistungseinrichtungen ergänzten das Angebot.

### 20.und 21.Jahrhundert
Nach dem Ersten Weltkrieg siedelten sich verschiedene Unternehmungen an, die zahlreiche Arbeitsplätze schufen. Von ihnen ist heute nur wenig geblieben. Wie andere Orte der Stadt Lügde verliert Elbrinxen anhaltend Einwohner. Seit Dezember 2011 ist der Pfarrort ohne Pfarrer, erstmals seit 1515! Versorgungseinrichtungen sind bis auf einen Bäcker und ein Hotel mit angeschlossener Gaststätte nicht mehr vorhanden. 2012 wurde die Grundschule geschlossen.
Die vorher selbständige Gemeinde wurde im Rahmen der Kommunalreform am 1. Januar 1970 eingemeindet.
1983 wurde Elbrinxen erstmals Kreissieger im Wettbewerb Unser Dorf soll schöner werden und erhielt die Goldmedaille. Auch in späteren Jahren errang Elbrinxen in diesem Wettbewerb mehrere Gold- und Silbermedaillen. 2008 wurde Elbrinxen Golddorf im Kreiswettbewerb Unser Dorf hat Zukunft und 2009 gab es eine Bronzemedaille im Landeswettbewerb.
2018 nahm Elbrinxen, wie auch andere Dörfer, am Projekt Smart Country Side teil. Der Kreis Lippe arbeitete zusammen mit dem Fraunhofer-Institut an der Verbesserung dörflicher Strukturen mit Hilfe digitaler Möglichkeiten. Ergebnis war eine Internetseite, auf der sich das Dorf vorstellen, aber auch untereinander Informationen teilen konnte. Einige Inhalte wurden auch auf einer speziellen Dorfapp mit dem Namen „Dorffunk“ weitergeleitet. Freigeschaltet wurden die Internetseite und die App im Sommer 2019.
2019 wurde der Missbrauchsfall Lügde öffentlich bekannt, bei dem es auf einem Campingplatz in Elbrinxen innerhalb von rund 10 Jahren über 1000 Fälle von sexuellem Missbrauch von mindestens 31 Kindern gegeben haben soll. Der Fall geriet über Wochen bundesweit in die Schlagzeilen.

## Sehenswürdigkeiten

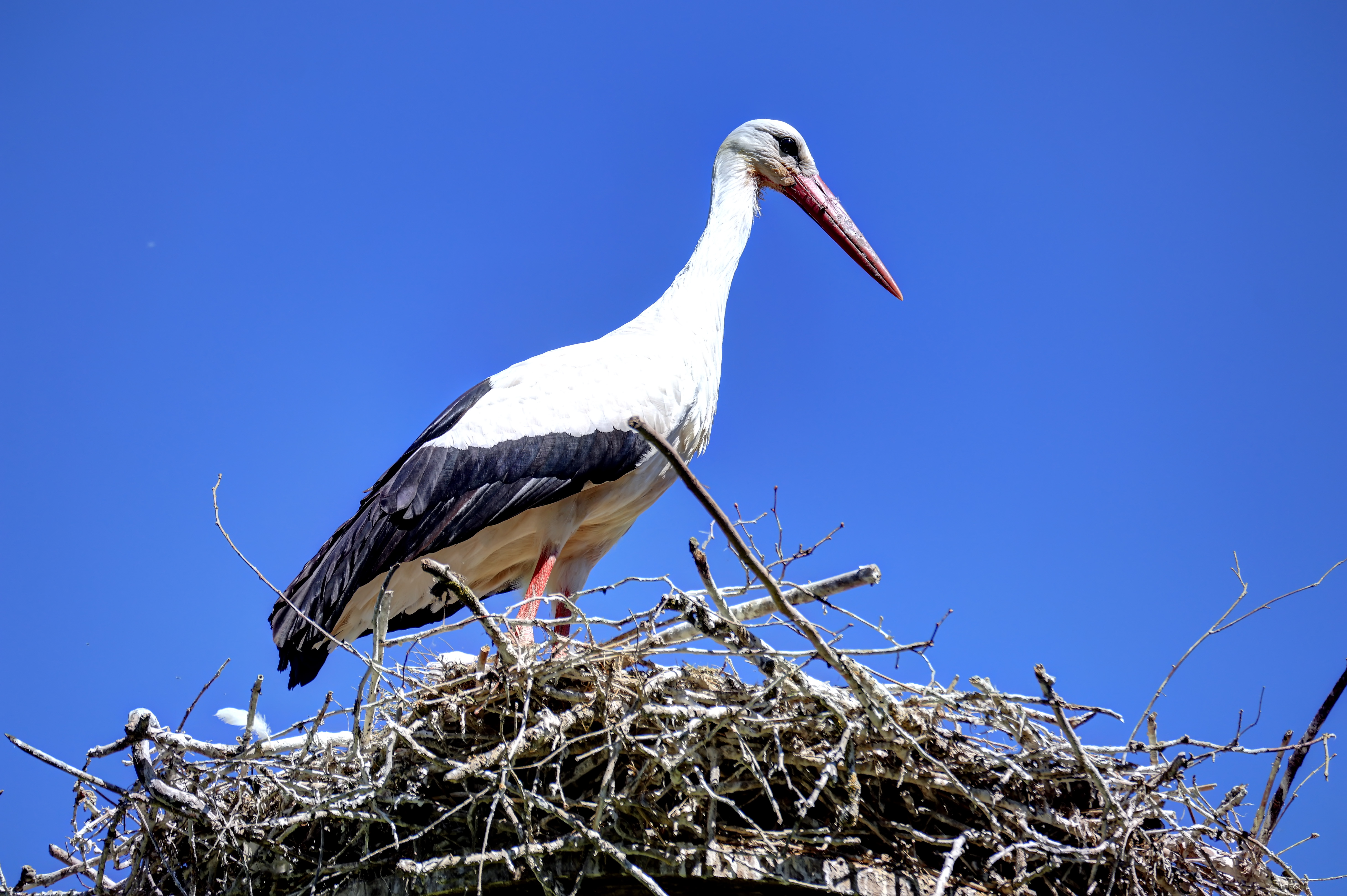
Storch in Elbrinxen, 2020

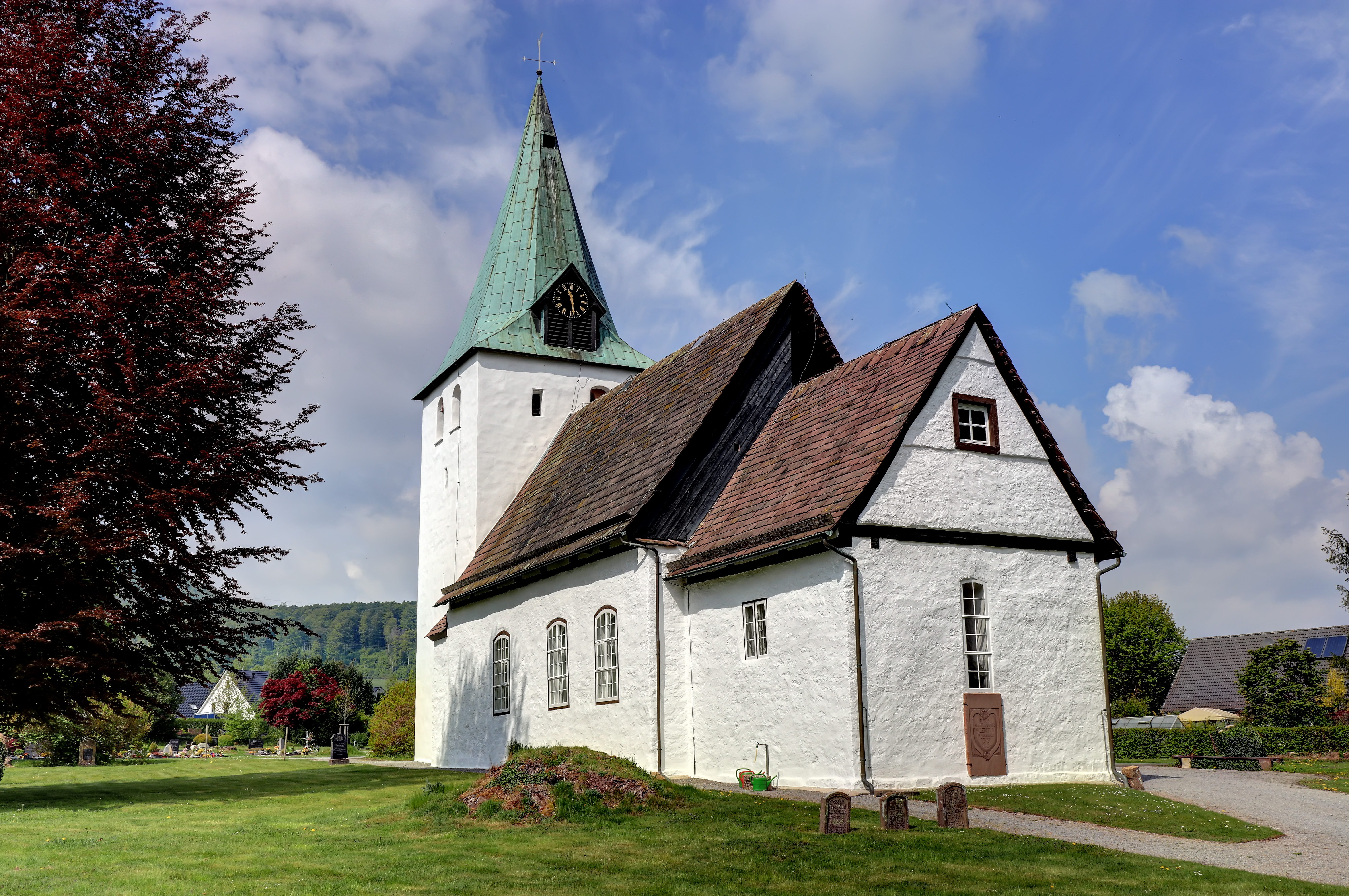
Kirche in Elbrinxen

Im Ort befindet sich eine Storchenstation des Vereins zum Schutze des Weißstorches Elbrinxen e. V. sowie ein Vogellehrpfad.

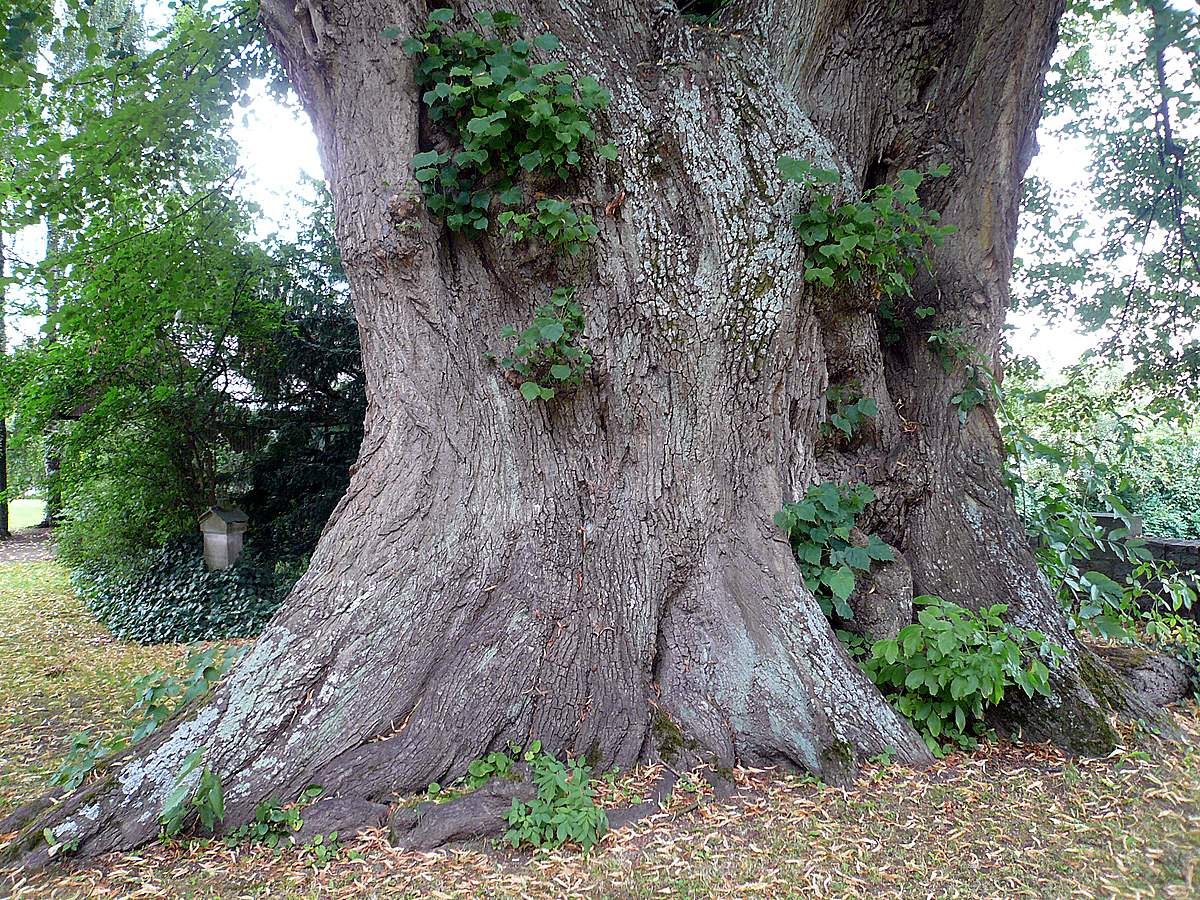
Wittekind-Linde
Die Wittekind-Linde neben der romanischen Kirche ist möglicherweise die älteste noch wachsende Sommerlinde Deutschlands. Botaniker schätzen ihr Alter auf 800 bis 900 Jahre. Mit einem Brusthöhenumfang von 11,30 Metern, 29 Metern Höhe und einer 25 Meter ausladenden Krone gehört die Linde zu den größten Bäumen in Lippe.
Elbrinxer Marktscheune
Seit 2003 hat die Elbrinxer Marktscheune ihre Tore geöffnet. Der ehemalige Bauernhof wurde zu einem kleinen Theater mit rund 170 Plätzen umgebaut. Seither treten in dem Fachwerkgebäude Künstler aus ganz Deutschland sowie die Vereine des Ortes wie der Elbrinxer Dorfbühne auf. Highlight ist zu Silvester die Aufführung des Kultsketches Dinner for One.

## Infrastruktur
In Elbrinxen gibt es eine evangelisch-reformierte Kirche (siehe Evangelische Kirche Elbrinxen) mit Gemeindehaus, ein Freibad, ein Hotel, einen Campingplatz, Einkaufsmöglichkeiten für Lebensmittel und mehrere Gewerbebetriebe.